# União das Freguesias de Vilas Boas e Vilarinho das Azenhas
Die União das Freguesias de Vilas Boas e Vilarinho das Azenhas ist eine portugiesische Gemeinde (Freguesia) im Kreis (Concelho) Vila Flor, Distrikt Bragança, im Nordosten Portugals.

## Geschichte
Die Gemeinde entstand im Zuge der Gebietsreform vom 29. September 2013 durch die Zusammenlegung der ehemaligen Gemeinden Vilas Boas und Vilarinho das Azenhas.
Vilas Boas wurde Sitz der neuen Verwaltung.

## Demographie

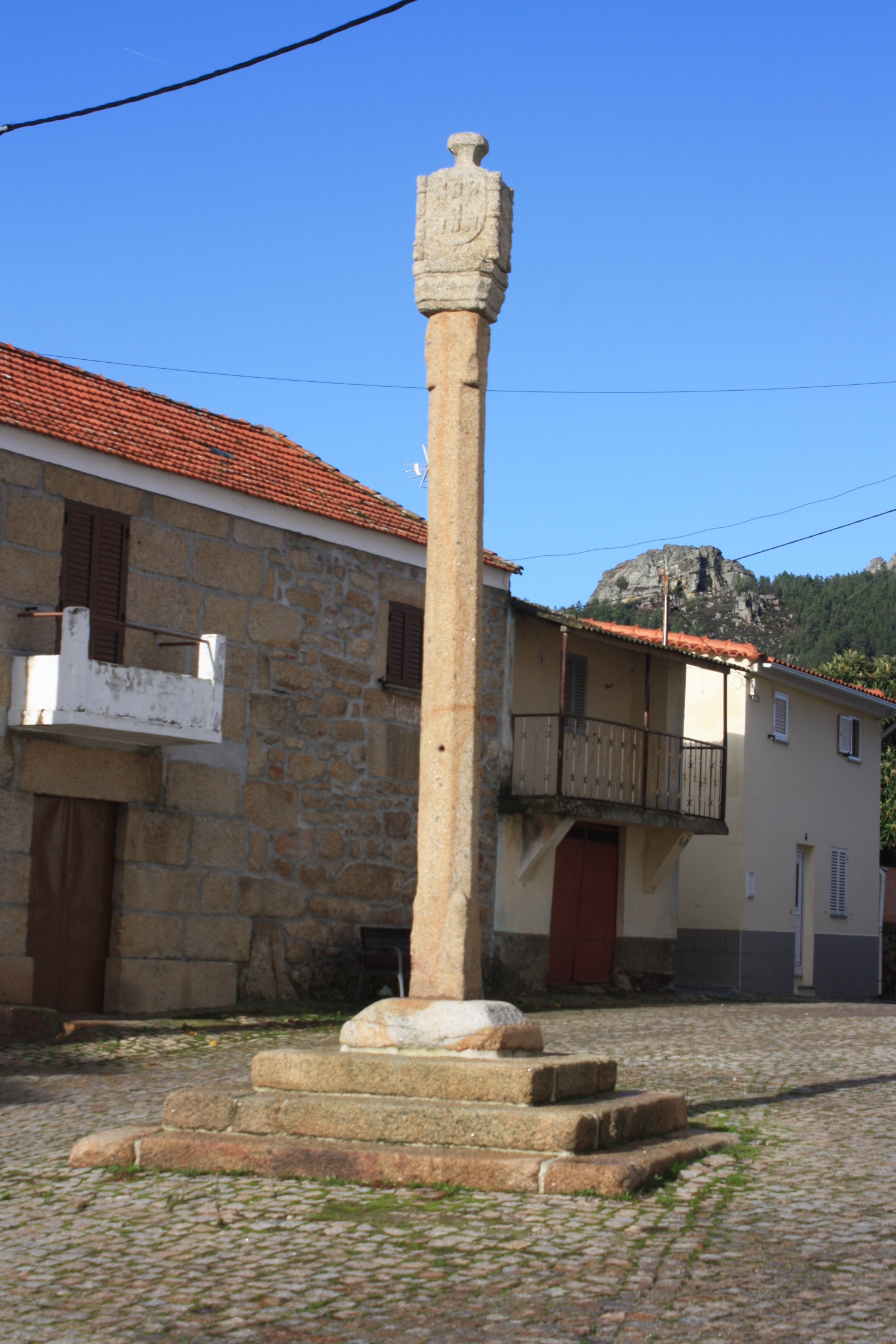
Pelourinho von Vilas Boas

| Freguesia | Freguesia                          | Freguesia | Freguesia       | ehemalige Freguesias  | ehemalige Freguesias | ehemalige Freguesias | ehemalige Freguesias |
| --------- | ---------------------------------- | --------- | --------------- | --------------------- | -------------------- | -------------------- | -------------------- |
| Wappen    | Freguesia                          | Einwohner | Fläche in (km²) | Wappen                | Freguesia            | Einwohner            | Fläche in (km²)      |
|           | Vilas Boas e Vilarinho das Azenhas | 525       | 42,96           |                       | Vilas Boas           | 550                  | 28,81                |
|           | Vilas Boas e Vilarinho das Azenhas | 525       | 42,96           | Vilarinho das Azenhas | 109                  | 14,15                |                      |